# Ferro natiu
El ferro natiu és un mineral de la classe dels elements natius, que pertany i dona nom al grup del ferro.

## Característiques
El ferro natiu és l'ocurrència natural del ferro, amb fórmula química Fe. Cristal·litza en el sistema isomètric, formant petites butllofes, tot i que també se'n troben masses que poden arribar a les 25 tones. Rarament forma cristalls. La seva duresa a l'escala de Mohs és 4,5.
Segons la classificació de Nickel-Strunz, el ferro pertany a «01.AE: Metalls i aliatges de metalls, família ferro-crom» juntament amb els següents minerals: vanadi, molibdè, crom, kamacita, tungstè, taenita, tetrataenita, antitaenita, cromferur, fercromur, wairauïta, awaruïta, jedwabita i manganès.

## Formació i jaciments
És rar en roques ígnies, especialment en basalts. Es troba en sediments carbonosos, en fumaroles volcàniques i en fusta petrificada, barrejada amb limonita i matèria orgànica. Sol trobar-se associada a altres minerals com: pirita, magnetita, troilita, wüstita o cohenita. Forma la major part del nucli de la Terra. Va ser trobat per primera vegada en estat natural a l'illa de Qeqertarsuaq, a Qaasuitsup (Groenlàndia), tot i que el llistat de localitats on es pot trobar arribar gairebé al miler d'indrets.
A Catalunya ha estat descrit en dues localitats i en tots dos casos és d'origen meteorític. Al meteorit Canyelles de Vilanova i la Geltrú (Garraf) i el meteorit de Nulles (Alt Camp). En la primera localitat s'hi ha descrit també la varietat coneguda com a kamacita; en la segona les varietats kamacita i martensita. També ha estat descrita al meteorit de Quesa, un meteorit caigut l'any 1898 en aquesta localitat de la Canal de Navarrés.

## Grup del ferro
El grup del ferro és un grup de minerals format per tres espècies.
| Espècie       | Fórmula |
| ------------- | ------- |
| Ferro         | Fe      |
| Steinhardtita | Al      |
| Vanadi        | V       |